# Trumbasch

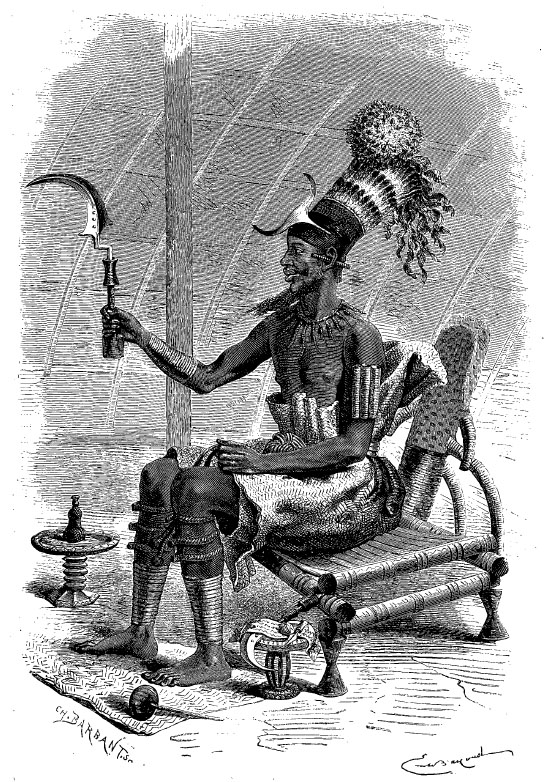
König Mbunza mit Trumbasch als Statuswaffe, Darstellung um 1874

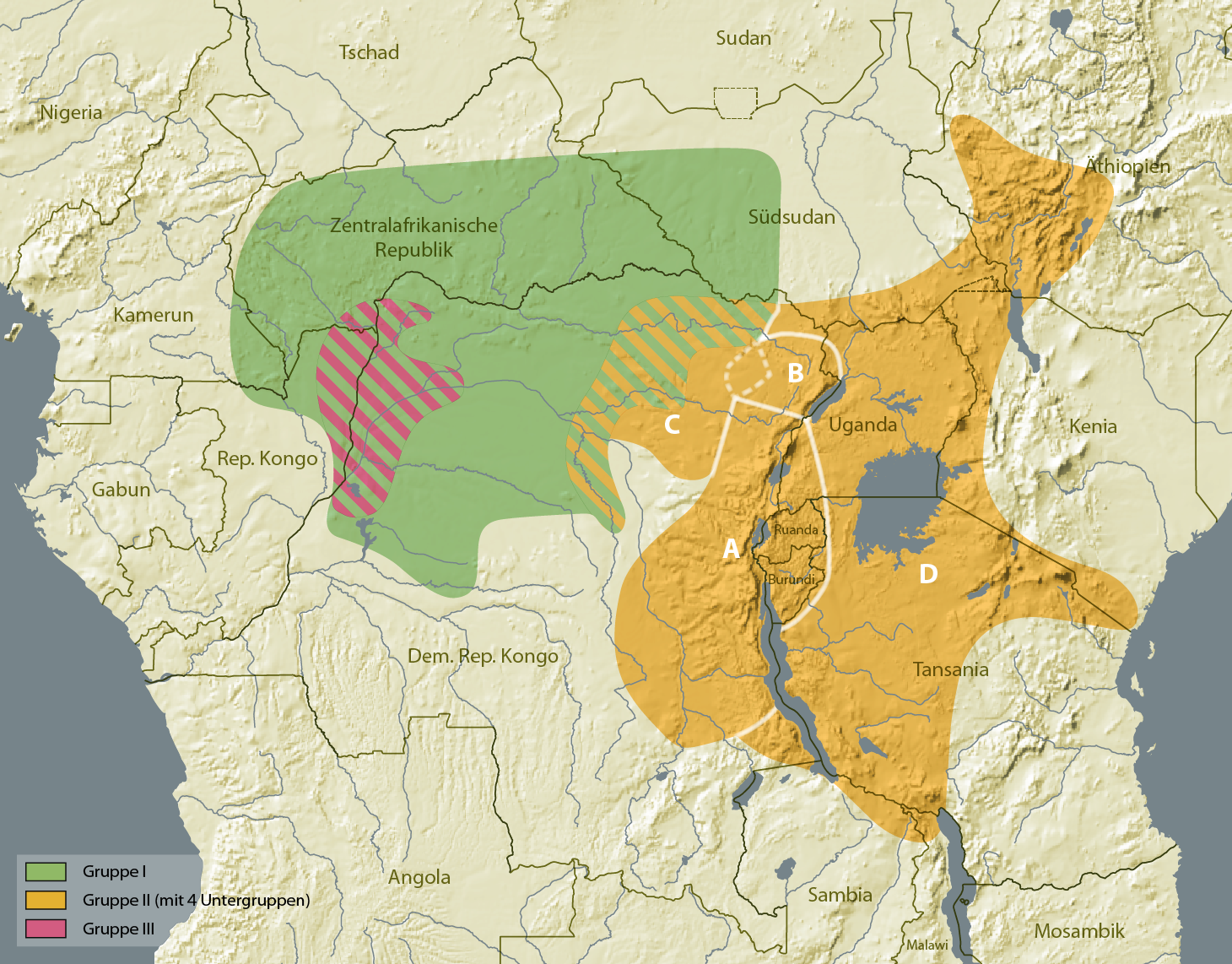
Verbreitung nach Jan Elsen; Gruppe II.C

Der Trumbasch (auch Trombash, Trombacha, Mambele) ist ein sichelförmiges Messer aus dem Nordosten der Demokratischen Republik Kongo, aus dem Gebiet um den Fluss Bomokandi. Das zu den zentralafrikanischen Sichelwaffen gezählte Messer diente als Waffe, Werkzeug und meist in hochwertigen Ausführungen als Statuswaffe. Diese Waffen sind insbesondere typisch für die Mangbetu. Aber auch benachbarte Ethnien wie die Budu, Momvu, Boa, Bandia, Avungara-Azande, So, Topoke, Makere, Popoi, Mangbele, Malele, Meje oder Barambo nutzen diese Art von Messern.

## Bezeichnung
Die Bezeichnung ist uneinheitlich. Vielfach wird Trumbasch verwendet, wobei diese Bezeichnung wahrscheinlich nicht von Mangbetu stammt. Die Azande nannten so ihre Wurfeisen. Der Begriff Mambele stammt wahrscheinlich von m'bêl ab und hat am Uelle-Fluss die allgemeine Bedeutung Messer. Ebenso wird der Begriff dupa verwendet, welcher am ehesten von den Mangbetu abstammt. In der Sprache der Mangbetu bedeutet nedupua oder neduba ebenfalls allgemein Messer.

## Beschreibung
Der Trumbasch hat eine sichelförmige, zweischneidige (Innen und Außen) Klinge mit einem spitzen Ende. Die Klinge besteht aus Stahl oder Kupfer. Die beiden Klingenseiten (Rechts und Links) sind gleich bearbeitet, was sie von den nördlicher vorkommenden Wurfeisen unterscheidet. Einige Exemplare haben kleine Eisenstifte an der Klinge in der Nähe des Griffs. Der Zweck ist Dekoration denn es ist unwahrscheinlich, dass es sich um Parierelemente handelt. Vielfach sind runde Perforationen in der Klinge zu finden, welche der Verzierung dienen.
Der Griff besteht aus Holz oder Elfenbein. Der Griff ist in der Regel zylindrisch mit wechselnden Durchmessern ausgeführt. Manchmal endet der Griff in einem stilisierten Menschenkopf. Manchmal sind die Griffe mit Metallbändern umwickelt. Die Gesamtlänge beträgt durchschnittlich etwa 40 cm.
Die einfach ausgeführten Exemplare konnten durchaus als Waffe und Gebrauchsmesser verwendet werden, bei den meisten handelt es sich jedoch um aufwändige Zeremonial- und Statuswaffen. Auch die Verwendung als Primitivgeld ist wahrscheinlich. In frühen Publikationen wurden die Trumbasche fälschlicherweise den Wurfwaffen zugeordnet. Als der deutsche Afrikaforscher Georg Schweinfurth 1870 den Mangbetu-König Mbunza traf, trug der König einen Trumbasch aus Kupfer. Die Trumbasche waren Ende des 19. und Anfang des 20. Jahrhunderts unter Europäern beliebte Sammelobjekte.
Varianten:

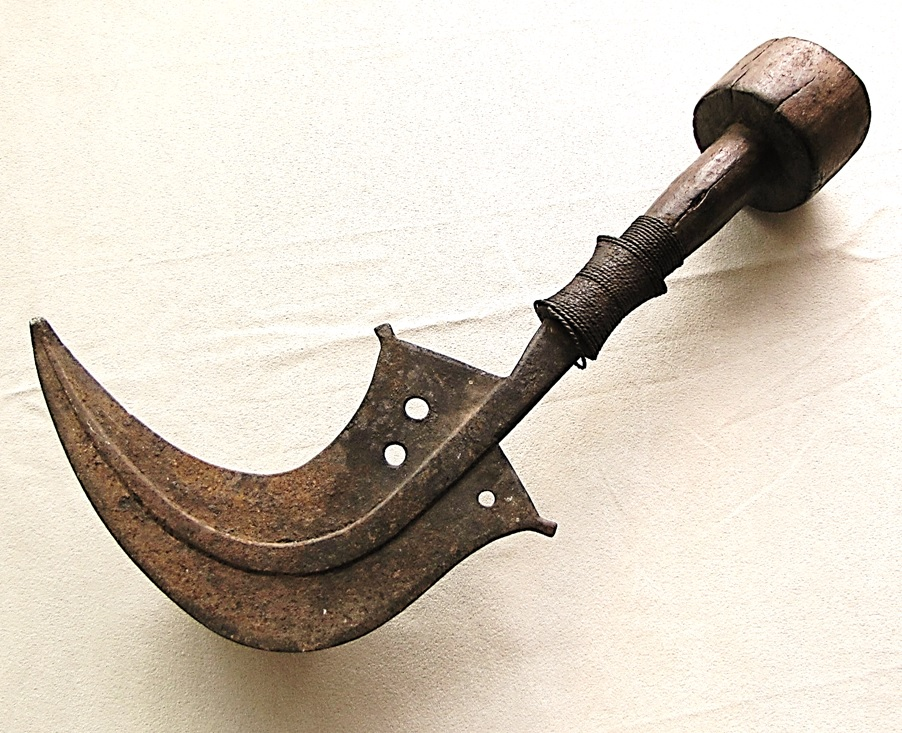
A
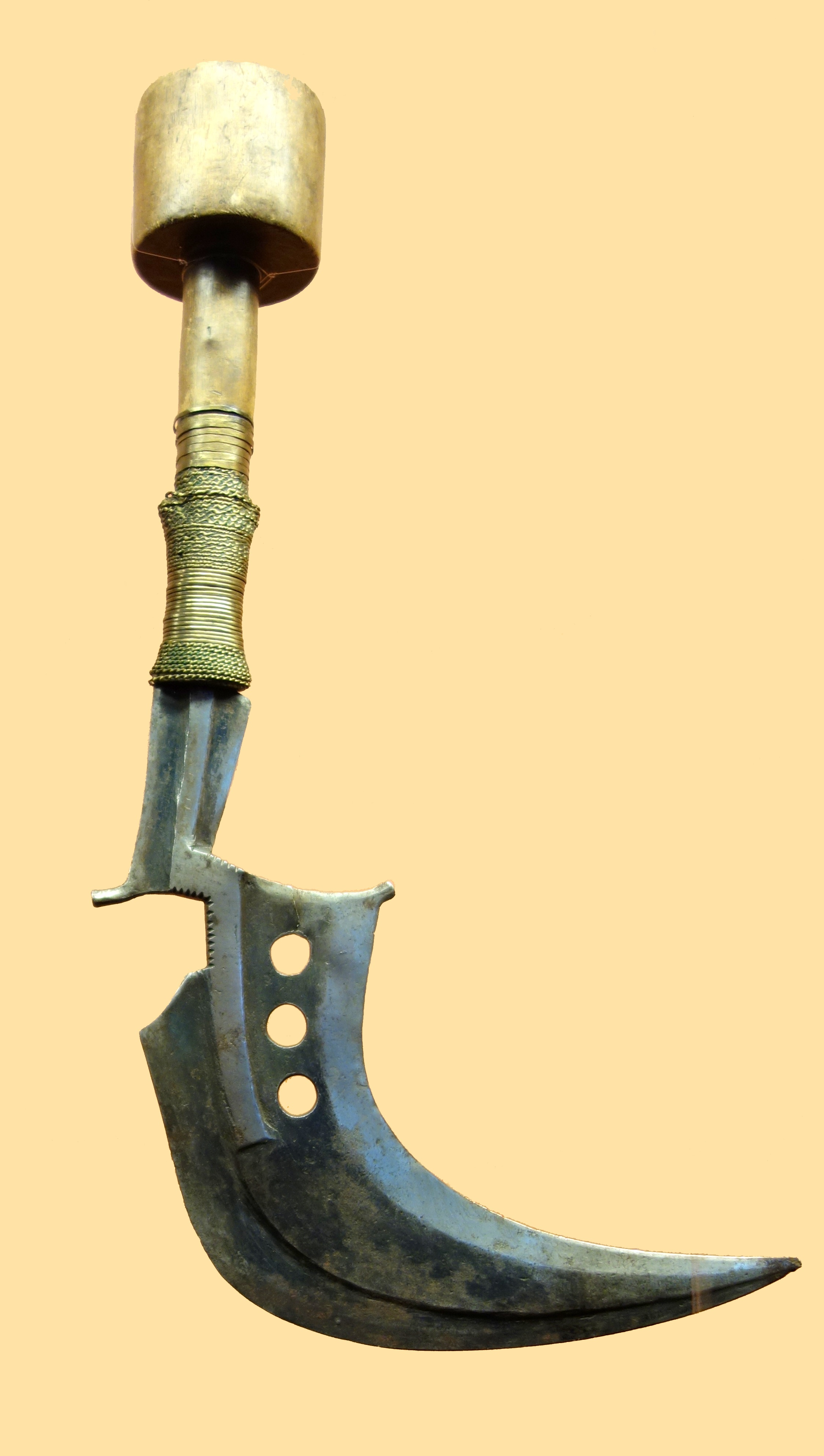
B
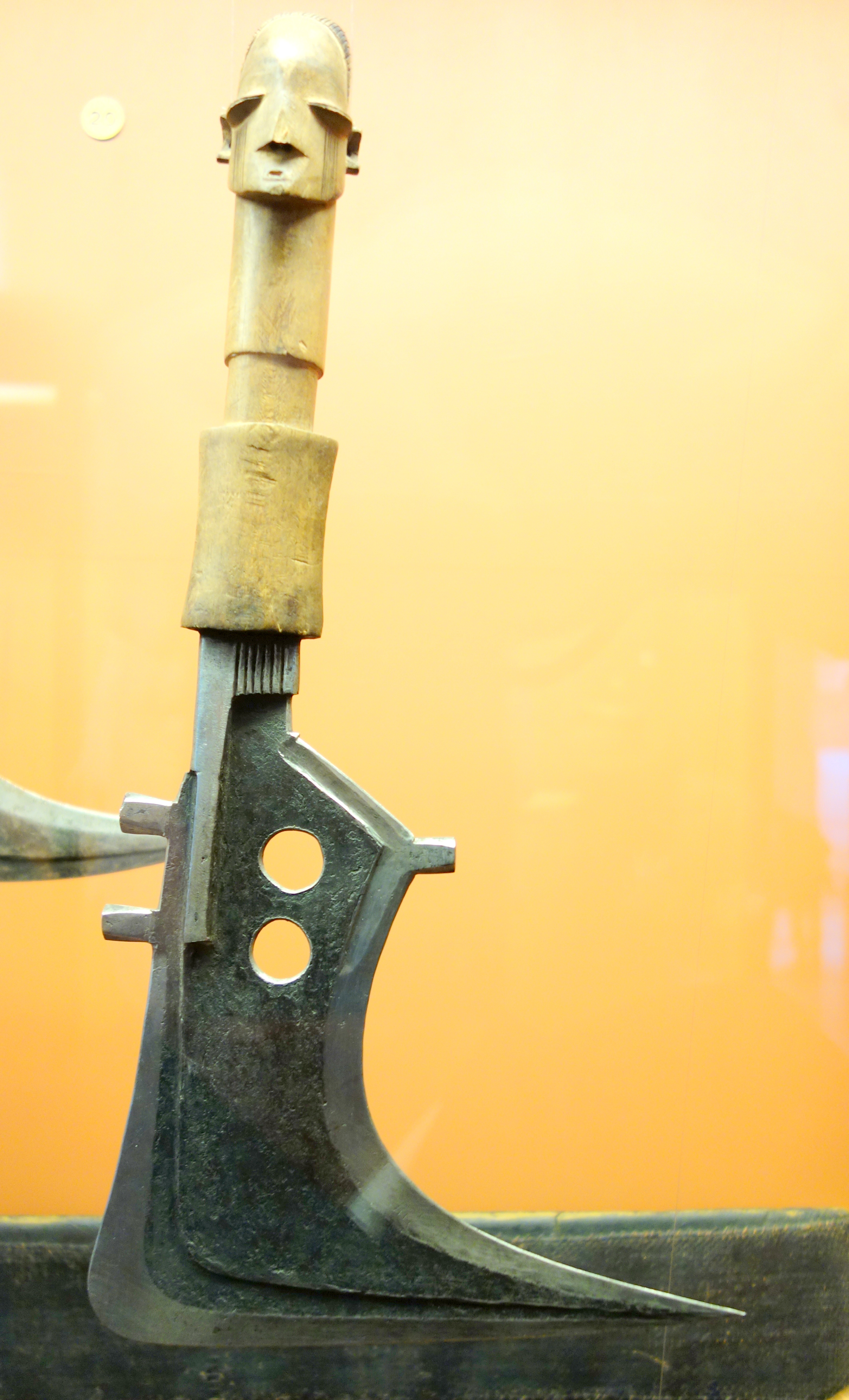
C
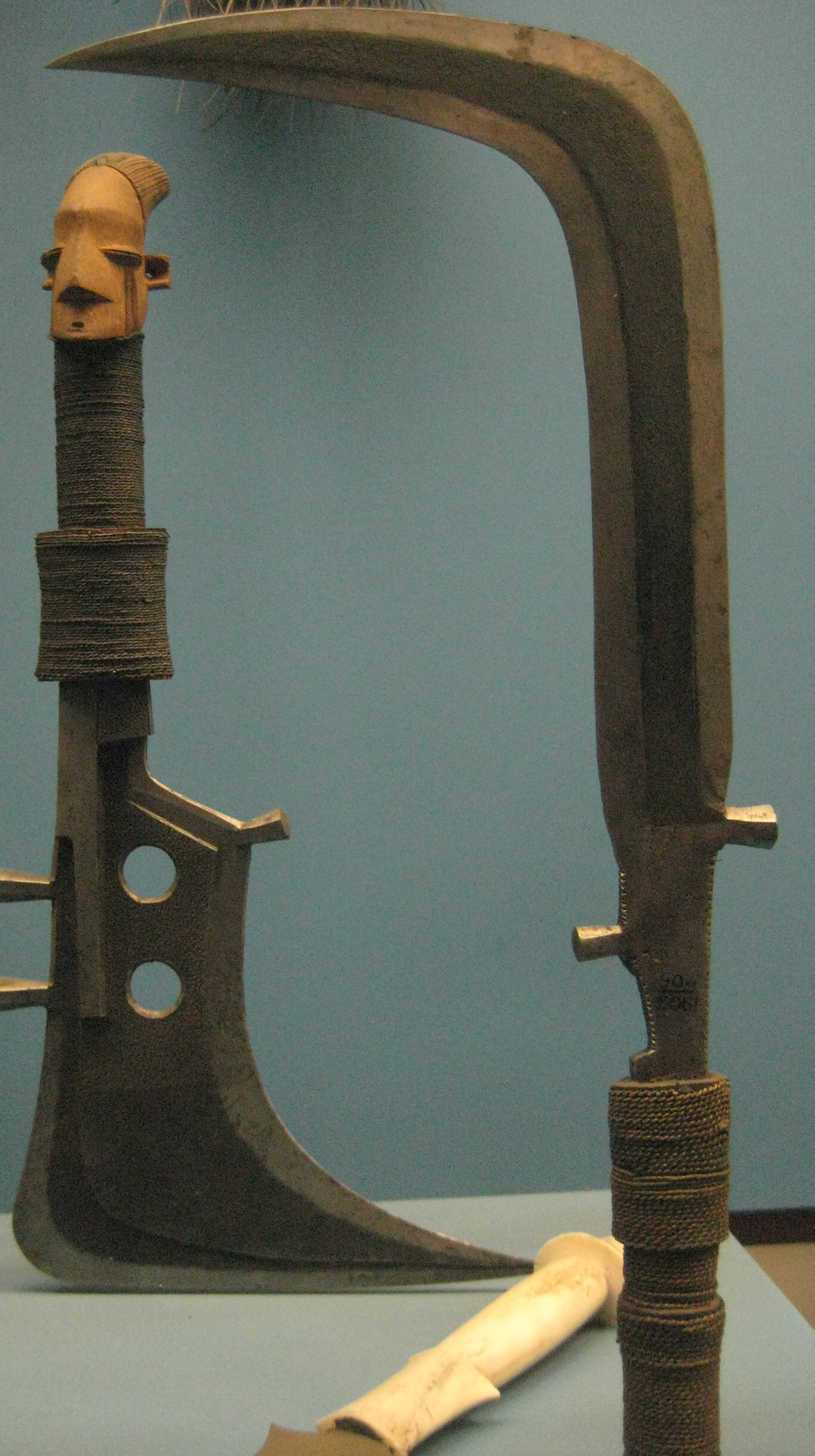
D
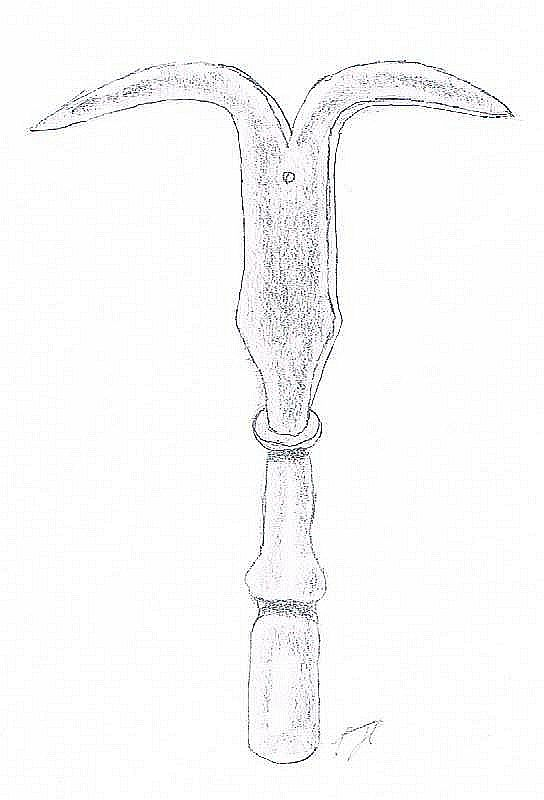
E

- A: "asymmetrische" Klinge, bei der die äußere Schneide kürzer ist als die innere; oft ein markanter Mittelgrat,[15] vielfach ein großer zylinderförmiger Knauf.[16]
- B: ähnlich zu A aber mit "versetzter" Klinge; gilt als Parade- und Statuswaffe und insbesondere als königliche als Insigne.[17][18]
- C: ein eckiges Erscheinungsbild der Klinge, die Klinge wird am Rücken breiter, Griff sitzt am Rücken oder am Zentrum der Klinge, Gesamtgröße durchschnittlich etwa 40 cm.[19][20]
- D: gestreckte Form, kommt im Süden des Vorkommensgebietes vor.[21]
- E: seltene, kunstvolle Form mit geteilter Klinge.[22]